# Pic Kintla
Le pic Kintla (en anglais : Kintla Peak) est un sommet américain du comté de Flathead, dans le Montana. Il culmine à 3 079 mètres d'altitude dans le chaînon Livingston, dont il est le point culminant. Il est protégé au sein du parc national de Glacier.